# مهرجان كان السينمائي 1976
مهرجان كان السينمائي لعام 1976 هو الدورة الـ29 للمهرجان عُقد في 13 إلى 28 مايو من عام 1976، حصل فيلم «سائق التاكسي» للمخرج الأمريكي مارتن سكورسيزي على السعفة الذهبية للمهرجان.